# Sedlo Prípor

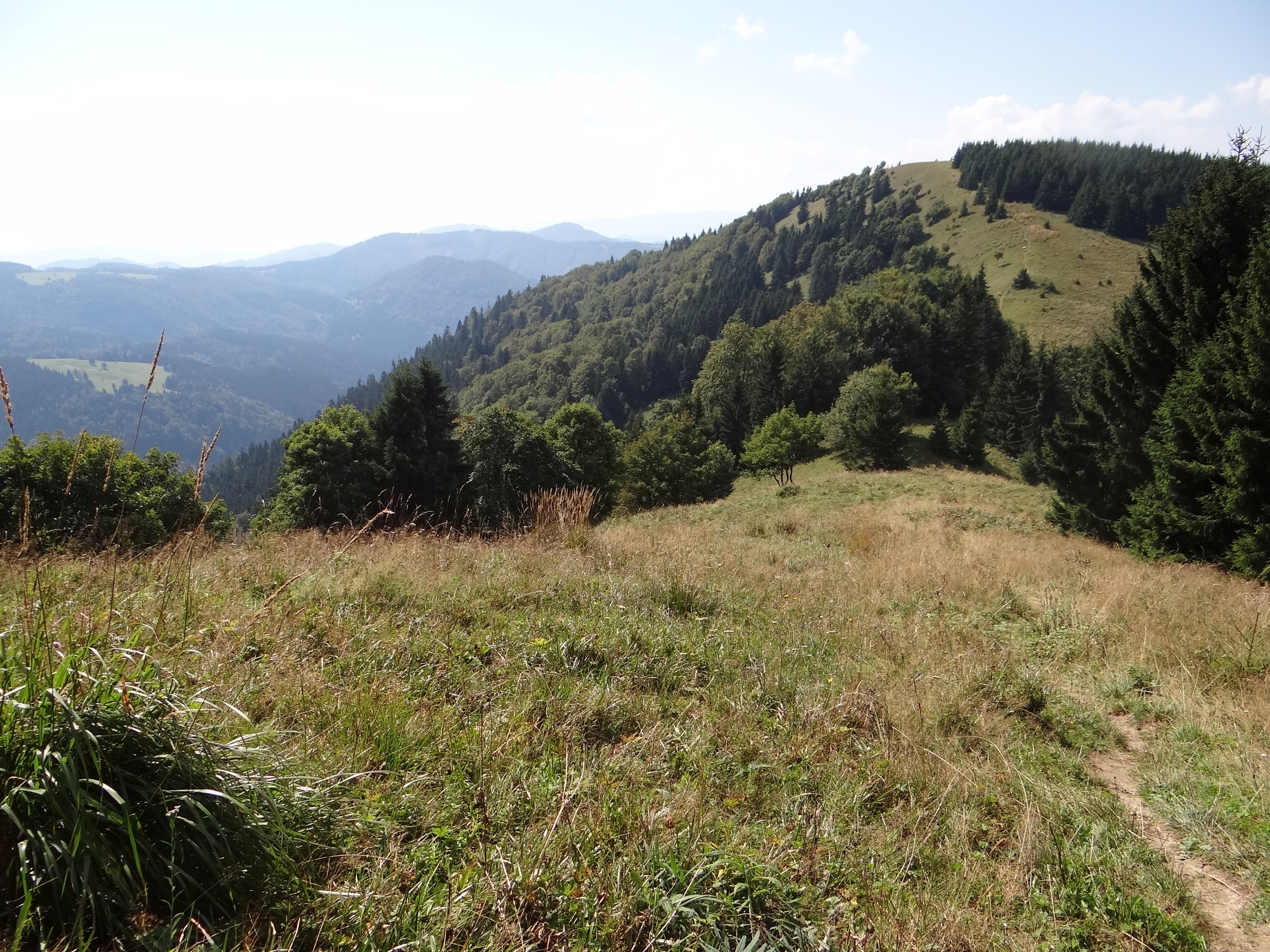
Sedlo Prípor i Motyčská hoľa

Sedlo Prípor (ok. 1240 m) – przełęcz w masywie Zwolenia w Wielkiej Fatrze na Słowacji. Znajduje się między bezimiennym wierzchołkiem 1284 m, a szczytem Motyčská hoľa (1292 m). Północne stoki przełęczy opadają do doliny Veľká Sutecká, południowe do doliny Starohorskiego potoku (Starohorský potok). 
Rejon przełęczy jest trawiasty. Rozciąga się z niej rozległy widok na południową stronę i ograniczony na północ.

## Szlaki turystyczne
Przez przełęcz prowadzi Cesta hrdinov SNP, najdłuższy szlak turystyczny na Słowacji.
  odcinek: Donovaly – Zvolen – sedlo Prípor – Motyčská hoľa – Veľký Šturec. Czas przejścia: 3.05 h, ↓ 3 h